# Santa Cruz Warriors 2019-2020
La stagione 2019-20 dei Santa Cruz Warriors fu la 14ª nella NBA D-League per la franchigia.
I Santa Cruz Warriors al momento dell'interruzione della stagione a causa della pandemia da COVID-19, erano secondi nella Pacific Division con un record di 21-21.

## Roster
| N° | Naz.                   | Ruolo | Sportivo             | Anno | Alt. | Peso |
| -- | ---------------------- | ----- | -------------------- | ---- | ---- | ---- |
| 00 | Stati Uniti (bandiera) | A     | Torren Jones         | 1994 | 206  | 107  |
| 3  | Stati Uniti (bandiera) | G     | Jordan Poole         | 1999 | 193  | 88   |
| 4  | Stati Uniti (bandiera) | G     | Jonathon Simmons     | 1989 | 198  | 88   |
| 6  | Serbia (bandiera)      | A     | Alen Smailagić       | 2000 | 206  | 98   |
| 10 | Stati Uniti (bandiera) | A     | Dominic Green        | 1997 | 198  | 86   |
| 10 | Stati Uniti (bandiera) | GA    | Zach Norvell         | 1997 | 196  | 93   |
| 12 | Stati Uniti (bandiera) | G     | Ky Bowman            | 1997 | 185  | 85   |
| 15 | Stati Uniti (bandiera) | G     | Jacob Evans          | 1997 | 193  | 95   |
| 15 | Stati Uniti (bandiera) | G     | Devyn Marble         | 1992 | 198  | 91   |
| 19 | Stati Uniti (bandiera) | G     | Jared Cunningham     | 1991 | 196  | 85   |
| 20 | Stati Uniti (bandiera) | G     | Jeremy Pargo         | 1986 | 188  | 99   |
| 21 | Stati Uniti (bandiera) | A     | Deyonta Davis        | 1996 | 211  | 108  |
| 25 | Camerun (bandiera)     | A     | Roger Moute a Bidias | 1995 | 198  | 93   |
| 31 | Stati Uniti (bandiera) | G     | Isaiah Reese         | 1996 | 196  | 84   |
| 33 | Stati Uniti (bandiera) | G     | Andrew Harrison      | 1994 | 198  | 97   |
| 36 | Stati Uniti (bandiera) | G     | Vander Blue          | 1992 | 196  | 91   |
| 40 | Porto Rico (bandiera)  | A     | Kevin Young          | 1990 | 203  | 90   |
| 41 | Stati Uniti (bandiera) | G     | Ryan Taylor          | 1995 | 198  | 86   |
| 55 | Stati Uniti (bandiera) | G     | Kiwi Gardner         | 1993 | 170  | 70   |
| 92 | Stati Uniti (bandiera) | G     | Nick Zeisloft        | 1992 | 193  | 94   |
| 93 | Stati Uniti (bandiera) | A     | D.J. Johnson         | 1993 | 206  | 108  |
| 95 | Messico (bandiera)     | A     | Juan Toscano         | 1993 | 198  | 98   |
|    | Stati Uniti (bandiera) | G     | Alex Robinson        | 1995 | 185  | 82   |

## Staff tecnico
- Allenatore: Kris Weems
- Vice-allenatori: Michael Lee, Anthony Vereen, James Andrisevic
- Preparatore atletico: Long Lam